# Selemet, Cimișlia
Selemet este un sat din raionul Cimișlia, Republica Moldova.

## Demografie

### Structura etnică
Structura etnică a localității conform recensământului populației din 2004:
| Grup etnic                                               | Populație | % Procentaj  |
| -------------------------------------------------------- | --------- | ------------ |
| Băștinași declarați Moldoveni Băștinași declarați Români | 3737 17   | 98,26% 0,45% |
| Ruși                                                     | 23        | 0,60%        |
| Ucraineni                                                | 13        | 0,34%        |
| Găgăuzi                                                  | 7         | 0,18%        |
| Bulgari                                                  | 4         | 0,11%        |
| Alții                                                    | 2         | 0,05%        |
| Total                                                    | 3803      |              |

## Administrație și politică
Componența Consiliului local Selemet (13 consilieri), ales la 5 noiembrie 2023, este următoarea:
|  | Partid                                | Consilieri | Componență | Componență | Componență | Componență | Componență | Componență | Componență | Componență |
|  | ------------------------------------- | ---------- | ---------- | ---------- | ---------- | ---------- | ---------- | ---------- | ---------- | ---------- |
|  | Partidul Acțiune și Solidaritate      | 8          |            |            |            |            |            |            |            |            |
|  | Candidat independent DUMITRU ZGHEREA  | 1          |            |            |            |            |            |            |            |            |
|  | Partidul Social Democrat European     | 2          |            |            |            |            |            |            |            |            |
|  | Partidul Liberal Democrat din Moldova | 2          |            |            |            |            |            |            |            |            |